# Desmos tiebaghiensis
Desmos tiebaghiensis là loài thực vật có hoa thuộc họ Na. Loài này được (Däniker) R.E.Fr. mô tả khoa học đầu tiên năm 1955.